# Dolna Bystrzyca
Dolna Bystrzyca – część wsi Bystrzyca w Polsce, położony w województwie podkarpackim, w powiecie ropczycko-sędziszowskim, w gminie Iwierzyce. Obejmuje północne obszary miejscowości.
Dawniej samodzielna wieś i gmina jednostkowa Bystrzyca Dolna w powiecie ropczyckim, od 1920 w województwie krakowskim.